# Gonnetot
Gonnetot é uma comuna francesa na região administrativa da Normandia, no departamento de Sena Marítimo. Estende-se por uma área de 2,32 km². Em 2010 a comuna tinha 189 habitantes (densidade: 81,5 hab./km²).